# Comanche County (Kansas)
Comanche County je okres ve státě Kansas v USA. K roku 2010 zde žilo 1 891 obyvatel. Správním městem okresu je Coldwater. Celková rozloha okresu činí 2 045 km². Pojmenován je podle indiánského kmene Komančů.